# Pipiza bellula
Pipiza bellula är en tvåvingeart som beskrevs av Samuel Wendell Williston  1891. Pipiza bellula ingår i släktet gallblomflugor, och familjen blomflugor. Inga underarter finns listade i Catalogue of Life.